# 宮崎英一
宮崎 英一（みやざき えいいち、1959年1月31日 - ）は日本の裁判官。兵庫県高砂市出身。中央大学法学部卒。最高裁判所調査官や、大阪高等裁判所部総括判事等を経て、2018年から神戸地方裁判所所長を務め、2019年には神戸地方裁判所姫路支部の判事が裁判所敷地内で裁判当事者を転倒させ暴行罪で罰金刑に処せられ依願退官したことを受け、「職員を指導していきたい」とのコメントを出した。

## 経歴
- 1982年　司法修習生（第36期）
- 1984年　東京地方裁判所判事補任官[4]
- 1986年　那覇地方裁判所沖縄支部判事補・那覇家庭裁判所沖縄支部判事補
- 1988年　研修・新日本製鐵
- 1989年　最高裁判所事務総局総務局付
- 1992年　札幌地方裁判所判事補・札幌家庭裁判所判事補
- 1994年　札幌地方裁判所判事補・札幌家庭裁判所判事
- 1995年　東京地方裁判所判事
- 1998年　最高裁判所調査官[4]
- 2003年　大阪高等裁判所判事[4]
- 2004年　大阪地方裁判所部総括判事（第13刑事部）[4]
- 2008年　京都地方裁判所部総括判事（第3刑事部）[4]
- 2012年　神戸地方裁判所部総括判事（第4刑事部）[4]
- 2014年　大阪地方裁判所部総括判事（第15刑事部）[4]
- 2016年　広島地方裁判所所長[4]
- 2017年　大阪高等裁判所部総括判事[4]
- 2018年　神戸地方裁判所所長[4]
- 2020年 大阪高等裁判所部総括判事
  - 主に刑事裁判を担当。
- 2022年 大阪地方裁判所所長、下級裁判所裁判官指名諮問委員会地域委員会（大阪） 委員[5]

## 担当訴訟
- 三井環事件（2005年 一審大阪地方裁判所裁判長）
  - 詐欺罪や収賄罪などで起訴された元大阪高等検察庁公安部長、三井環被告に懲役1年8ヶ月、追徴金約22万円の実刑判決。
- タクシー運転手が準強姦罪に問われた事件（2008年 一審大阪地方裁判所裁判長 横田信之裁判長代読）
  - 準強姦罪に問われた被告（求刑懲役5年）に対し、女性の供述は信用性に疑問があり男性が合意の上と誤信した可能性もあるとして無罪の判決。
- 東大阪集団暴行殺人事件（2007年　一審大阪地方裁判所裁判長 分離公判の為主犯は和田真裁判長が担当）
  - 殺人罪に問われた事件当時16歳だった被告に対し懲役15年の判決（求刑無期懲役）
- 宅見組長射殺事件（2014年 一審神戸地方裁判所裁判長）
  - 殺人罪と銃砲刀剣類所持等取締法違反の罪に問われた被告に対し求刑通り無期懲役の判決[6]。